# Vaccinium rigidifolium
Vaccinium rigidifolium är en ljungväxtart som beskrevs av Herman Otto Sleumer. Vaccinium rigidifolium ingår i Blåbärssläktet, och familjen ljungväxter. Inga underarter finns listade i Catalogue of Life.